# Camino de Santiago de la Plata
Como Ruta Jacobea de la Vía de la Plata se conoce al trayecto que conduce a los peregrinos desde la ciudad andaluza de Sevilla hasta la leonesa de Astorga, desde donde se toma el Camino de Santiago Francés hasta llegar a su destino.
Aunque como ruta jacobea no cuenta con la antigüedad de otras rutas históricas de peregrinación a Compostela, este recorrido sigue el trazado de una de las vías de penetración de mayor importancia histórica de la península ibérica: la Vía de la Plata (Mérida-Astorga), que es parte del del Sendero de Gran Recorrido Ruta de la Vía de la Plata, que va de Gijón a Sevilla. 
La Ruta Jacobea de la Vía de la Plata forma parte de los conocidas como Caminos de Santiago del Sur. A pesar de no contar con el legado histórico de otras vías de peregrinación compostelana, esta es una de las más notorias entre las que recorren España, puesto que en ella confluyen todos los caminos procedentes del sur y muchos de los que lo hacen desde el este. Además del trazado descrito, forman parte de los Caminos de Santiago de la Plata otros trazados alternativos entre los que se incluyen los Caminos de Santiago del Sur, Camino de Santiago Sanabrés y el Camino de Santiago de la Plata en Portugal
En la actualidad, la práctica totalidad de los tramos de este camino, están dotados de infraestructuras suficientes para la peregrinación a quienes proceden del sur.

## Trazado de la ruta

### Ruta principal
| Población                                     | Provincia | A Santiago (km) | Web                                                 |
| --------------------------------------------- | --------- | --------------- | --------------------------------------------------- |
| Sevilla                                       | Sevilla   | 983             |                                                     |
| Camas                                         | Sevilla   | 978             |                                                     |
| Santiponce                                    | Sevilla   | 973             |                                                     |
| Guillena                                      | Sevilla   | 960             |                                                     |
| Castilblanco de los Arroyos                   | Sevilla   | 941             |                                                     |
| El Berrocal                                   | Sevilla   |                 |                                                     |
| Almadén de la Plata                           | Sevilla   | 912             |                                                     |
| El Real de la Jara                            | Sevilla   | 895             |                                                     |
| Monesterio                                    | Badajoz   | 874             |                                                     |
| Fuente de Cantos                              | Badajoz   | 853             |                                                     |
| Calzadilla de los Barros                      | Badajoz   | 846             |                                                     |
| Puebla de Sancho Pérez                        | Badajoz   | 831             |                                                     |
| Zafra                                         | Badajoz   | 827             |                                                     |
| Los Santos de Maimona                         | Badajoz   | 822             |                                                     |
| Villafranca de los Barros                     | Badajoz   | 806             |                                                     |
| Almendralejo                                  | Badajoz   | 789             |                                                     |
| Torremejía                                    | Badajoz   | 777             |                                                     |
| Mérida                                        | Badajoz   | 761             |                                                     |
| El Carrascalejo                               | Badajoz   | 746             |                                                     |
| Aljucén                                       | Badajoz   | 743             |                                                     |
| Alcuéscar                                     | Cáceres   | 722             |                                                     |
| Casas de Don Antonio                          | Cáceres   | 712             |                                                     |
| Aldea del Cano                                | Cáceres   | 706             |                                                     |
| Valdesalor                                    | Cáceres   | 695             |                                                     |
| Cáceres                                       | Cáceres   | 683             |                                                     |
| Casar de Cáceres                              | Cáceres   | 672             |                                                     |
| Embalse de Alcántara                          | Cáceres   | 649             |                                                     |
| Cañaveral                                     | Cáceres   | 636             |                                                     |
| Grimaldo                                      | Cáceres   | 628             |                                                     |
| Galisteo                                      | Cáceres   | 608             |                                                     |
| Aldehuela de Jerte                            | Cáceres   | 602             |                                                     |
| Carcaboso                                     | Cáceres   | 597             | Archivado el 25 de mayo de 2009 en Wayback Machine. |
| Valdeobispo                                   | Cáceres   | 584             |                                                     |
| Venta Quemada                                 | Cáceres   | 579             |                                                     |
| Cáparra (Guijo de Granadilla)                 | Cáceres   | 568             |                                                     |
| Aldeanueva del Camino                         | Cáceres   | 559             |                                                     |
| Baños de Montemayor                           | Cáceres   | 550             |                                                     |
| La Calzada de Béjar                           | Salamanca | 537             |                                                     |
| Valverde de Valdelacasa                       | Salamanca | 529             |                                                     |
| Valdelacasa                                   | Salamanca | 525             |                                                     |
| Fuenterroble de Salvatierra                   | Salamanca | 517             |                                                     |
| Pico Dueñas                                   | Salamanca | 502             |                                                     |
| San Pedro de Rozados                          | Salamanca | 489             |                                                     |
| Morille                                       | Salamanca | 484             |                                                     |
| Miranda de Azán                               | Salamanca | 475             |                                                     |
| Salamanca                                     | Salamanca | 465             |                                                     |
| Aldeaseca de la Armuña (Villares de la Reina) | Salamanca | 459             |                                                     |
| Castellanos de Villiquera                     | Salamanca | 453             |                                                     |
| Calzada de Valdunciel                         | Salamanca | 449             |                                                     |
| El Cubo de la Tierra del Vino                 | Zamora    | 427             |                                                     |
| Villanueva de Campeán                         | Zamora    | 413             |                                                     |
| San Marcial                                   | Zamora    | 409             |                                                     |
| El Perdigón                                   | Zamora    | 402             |                                                     |
| Entrala                                       | Zamora    | 400             |                                                     |
| Entrala                                       | Zamora    | 400             |                                                     |
| Zamora                                        | Zamora    | 394             | Archivado el 4 de mayo de 2009 en Wayback Machine.  |
| Roales del Pan                                | Zamora    | 387             |                                                     |
| Montamarta                                    | Zamora    | 375             |                                                     |
| Fontanillas de Castro                         | Zamora    | 363             |                                                     |
| Riego del Camino                              | Zamora    | 359             |                                                     |
| Granja de Moreruela                           | Zamora    | 353             |                                                     |
| Santovenia del Esla                           | Zamora    | 345             |                                                     |
| Villaveza del Agua                            | Zamora    | 339             |                                                     |
| Barcial del Barco                             | Zamora    | 336             |                                                     |
| Villanueva de Azoague                         | Zamora    | 332             |                                                     |
| Benavente                                     | Zamora    | 327             |                                                     |
| Villabrázaro                                  | Zamora    | 319             |                                                     |
| Maire de Castroponce                          | Zamora    | 310             |                                                     |
| Alija del Infantado                           | León      | 304             |                                                     |
| La Nora del Río (Alija del Infantado)         | León      | 307             |                                                     |
| Genestacio (Alija del Infantado)              | León      | 303             |                                                     |
| Quintana del Marco                            | León      | 301             |                                                     |
| Villanueva de Jamuz (Santa Elena de Jamuz)    | León      | 298             |                                                     |
| Santa Elena de Jamuz                          | León      | 293             |                                                     |
| La Bañeza                                     | León      | 287             |                                                     |
| Palacios de la Valduerna                      | León      | 281             |                                                     |
| Celada de la Vega (San Justo de la Vega)      | León      | 267             |                                                     |
| Astorga                                       | León      | 262             |                                                     |

### Ruta alternativa por Plasencia
| Población     | Provincia | A Santiago (km) | Web |
| ------------- | --------- | --------------- | --- |
| Cañaveral     | Cáceres   | 575             |     |
| Riolobos      | Cáceres   | 563             |     |
| Plasencia     | Cáceres   | 540             |     |
| Venta Quemada | Cáceres   | 520             |     |

### Ruta alternativa por Béjar
| Población           | Provincia | A Santiago (km) | Web |
| ------------------- | --------- | --------------- | --- |
| Baños de Montemayor | Cáceres   | 573             |     |
| Béjar               | Salamanca | 559             |     |
| Valdelacasa         | Salamanca | 541             |     |

### Ruta alternativa por Frades de la Sierra
| Población                   | Provincia | A Santiago (km) | Web |
| --------------------------- | --------- | --------------- | --- |
| Fuenterroble de Salvatierra | Salamanca | 521             |     |
| Frades de la Sierra         | Salamanca | 507             |     |
| San Pedro de Rozados        | Salamanca | 492             |     |

### Ruta alternativa por San Juan de Torres
| Población                                 | Provincia | A Santiago (km) | Web |
| ----------------------------------------- | --------- | --------------- | --- |
| La Nora del Río (Alija del Infantado)     | León      | 307             |     |
| Navianos de la Vega (Alija del Infantado) | León      | 303             |     |
| San Juan de Torres                        | León      | 296             |     |
| La Bañeza                                 | León      | 287             |     |

### Ruta desde Badajoz
| Población                      | Provincia | A Santiago (km) | Web |
| ------------------------------ | --------- | --------------- | --- |
| Badajoz                        | Badajoz   | 838             |     |
| Gévora (Badajoz)               | Badajoz   | 829             |     |
| Sagrajas (Badajoz)             | Badajoz   | 824             |     |
| Novelda del Guadiana (Badajoz) | Badajoz   | 816             |     |
| Pueblonuevo del Guadiana       | Badajoz   | 808             |     |
| Montijo                        | Badajoz   | 795             |     |
| Torremayor                     | Badajoz   | 787             |     |
| La Garrovilla                  | Badajoz   | 780             |     |
| Estación de Aljucén (Mérida)   | Badajoz   | 772             |     |
| Mérida                         | Badajoz   | 761             |     |

### Galería de imágenes

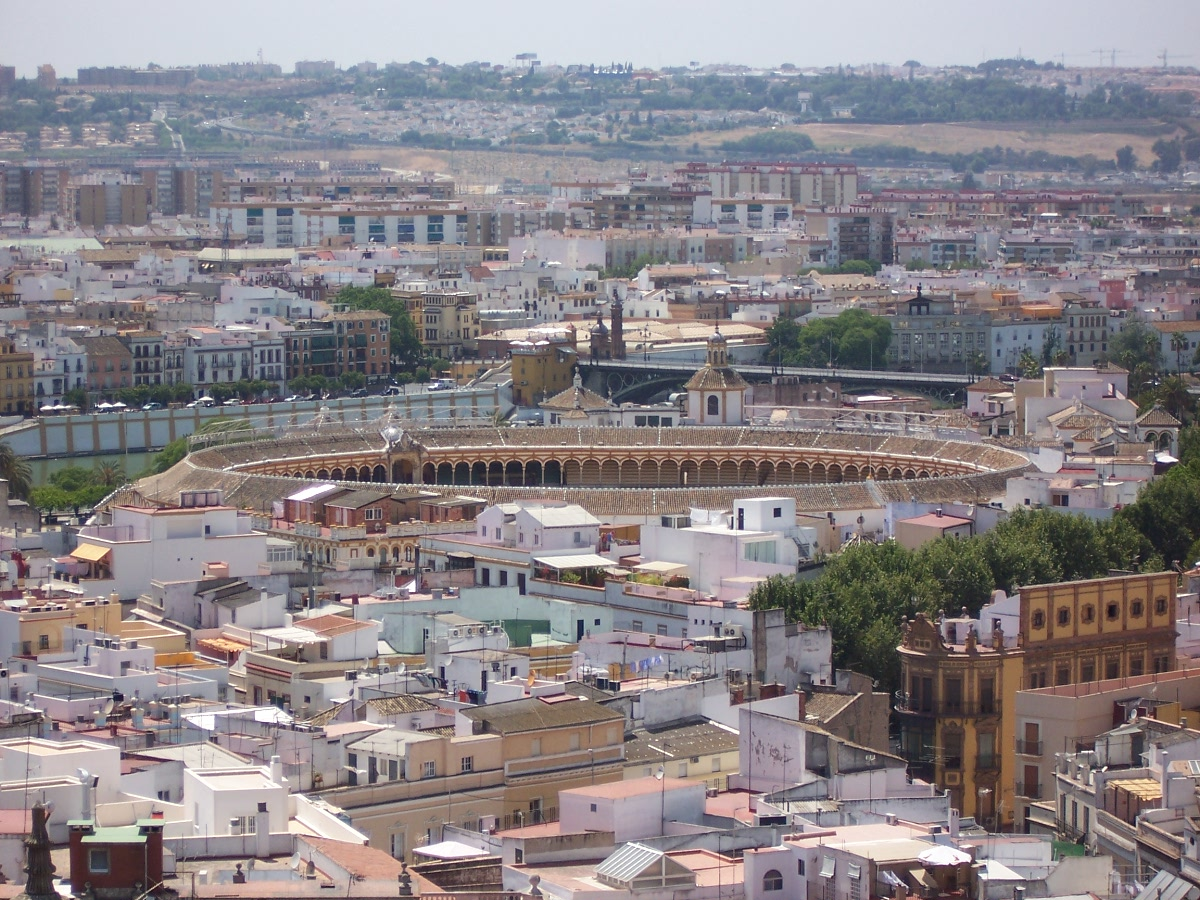
Sevilla
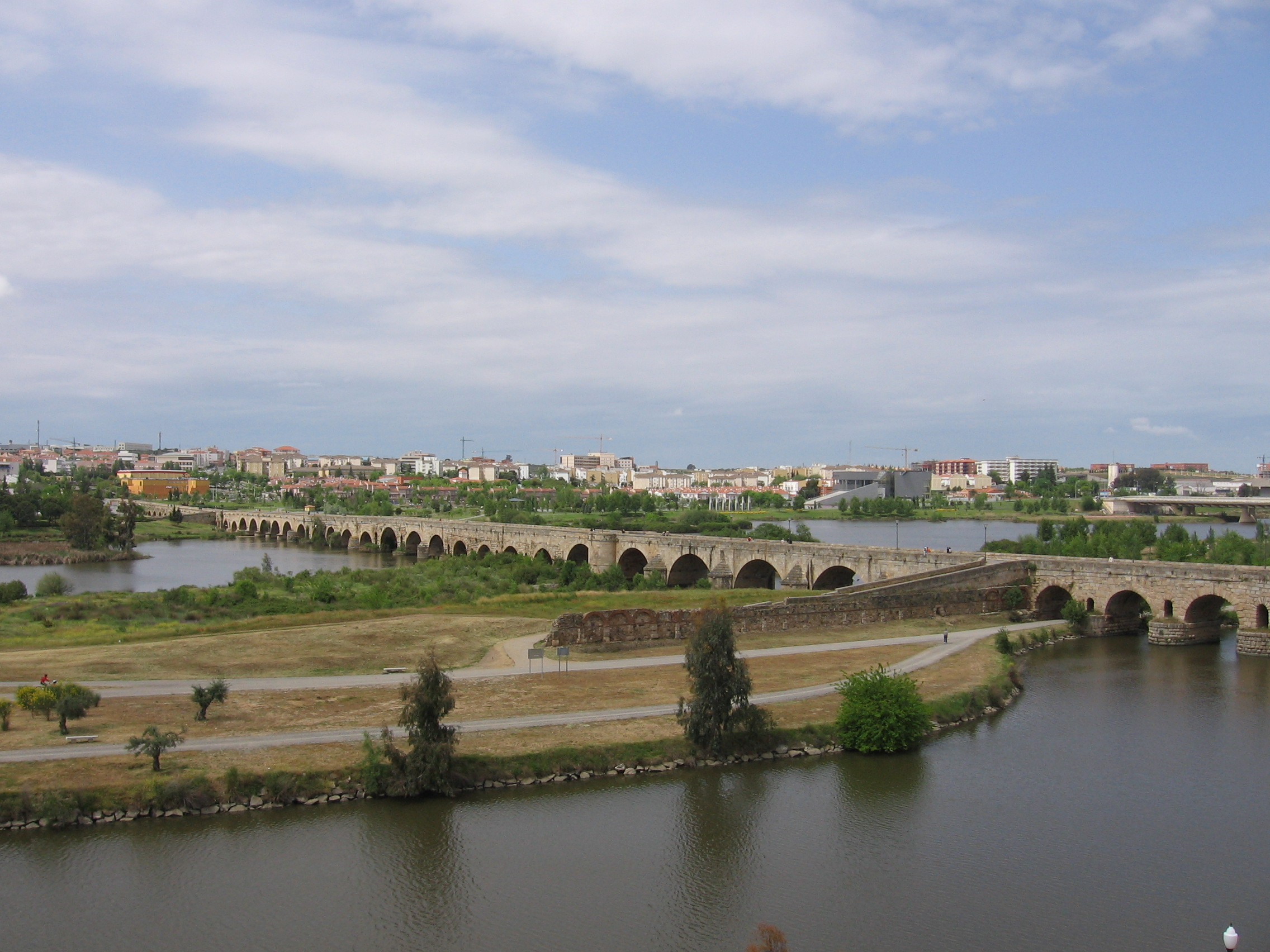
Mérida (Badajoz)
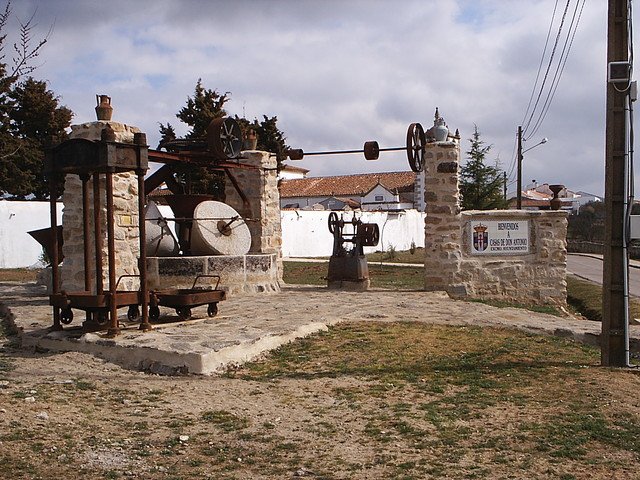
Casas de Don Antonio (Cáceres)
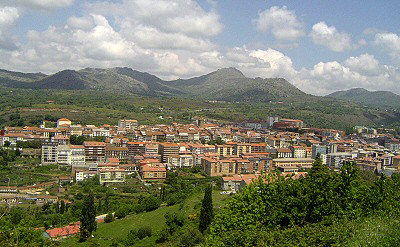
Béjar (Salamanca)
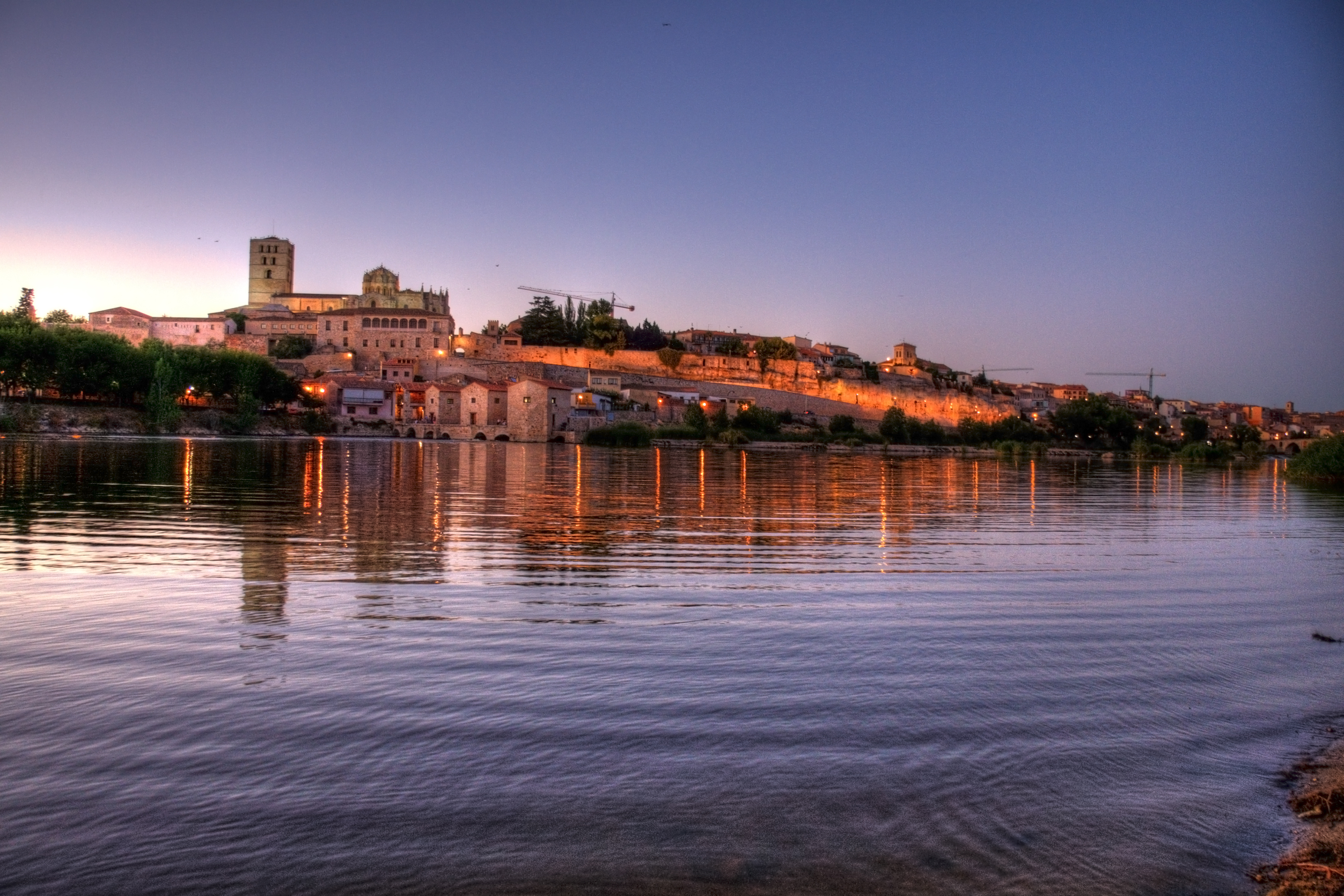
Zamora
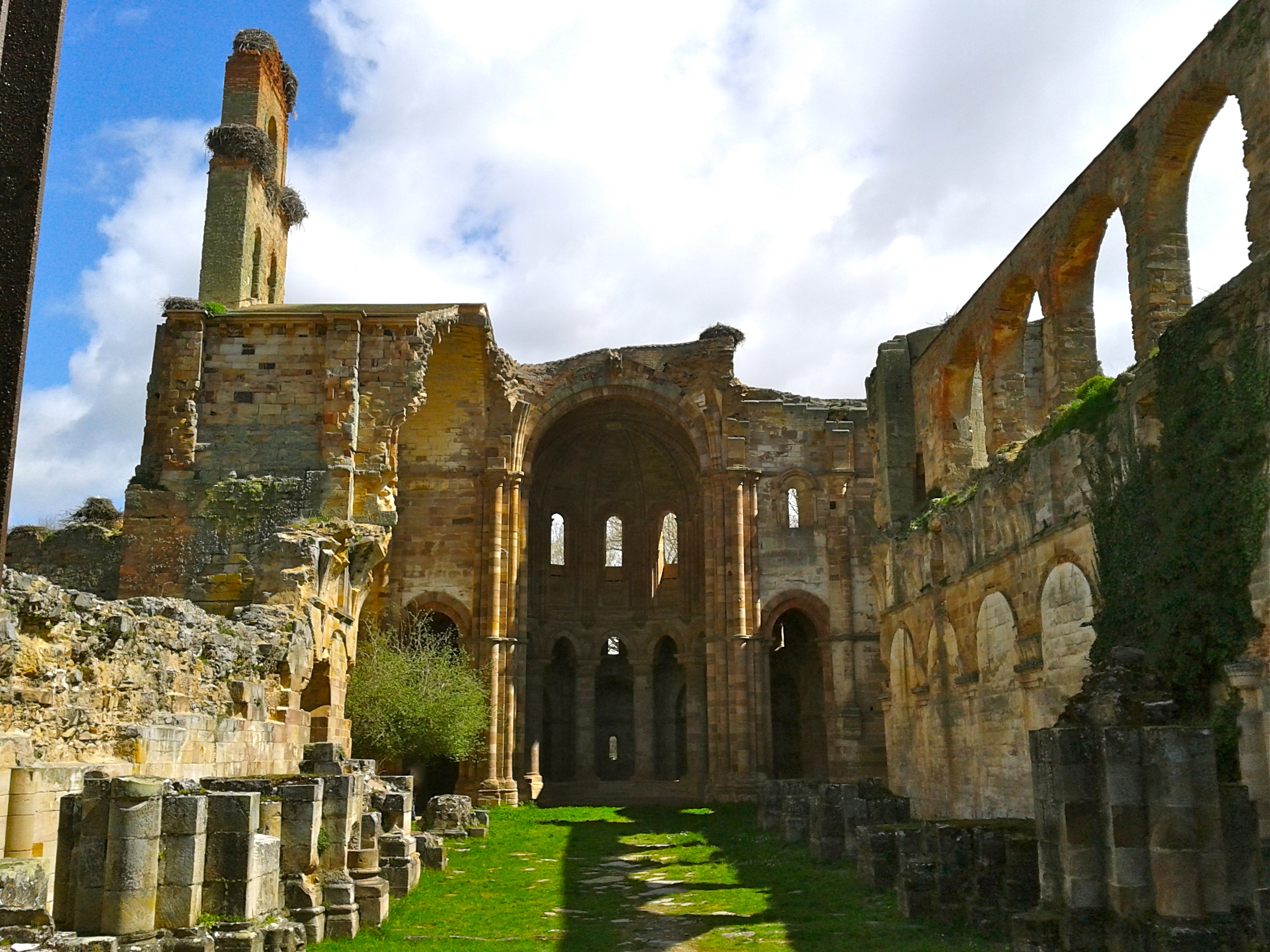
Monasterio de Moreruela (Zamora)

## Patrimonio de la ruta
La antigüedad de esta vía de comunicación y la importancia histórica de las ciudades que crecen a su amparo son las causantes de la aparición de un legado cultural y monumental como en pocos otros trazados jacobeos.
Desde lo más remoto de los tiempos existen huellas dejadas por los pobladores de estas regiones de la península ibérica convertidas hoy en reliquias artísticas y culturales imposibles de obviar.

### Patrimonio natural y paisajístico
- No solo la creación humana deja a lo largo del trazado algunos de sus más interesantes bienes patrimoniales. El peregrino, a lo largo del camino, también puede deleitarse al contemplar algunos de los paisajes de mayor importancia ecológica y más bellos del territorio español. Sirvan como ejemplo:
  - Embalseen Alcántara.
  - Parque natural del Lago de Sanabria
  - La Charca en Casar de Cáceres.
  - Parque nacional de Monfragüe.
  - Parque natural de Cornalvo en Aljucén.
  - Coto de Ntra. Sra. del Carmen en Peñacaballera.
  - Reserva de la Biosfera de la Sierra de Béjar.
  - Sierra de "El Castellar" de Zafra.
  - Parque Natural de la Sierra Norte de Sevilla.

### Patrimonio arqueológico
- La importancia que esta calzada romana tuvo en la antigua Hispania se hace evidente cuando observamos la gran cantidad de vestigios existentes de este periodo histórico peninsular. No sólo el número de ellos es llamativo, sino también el buen estado de conservación con el que algunos han llegado a nuestros días y por tanto, el valor que esta circunstancia aporta al estudio de la Historia de las Civilizaciones.
  - Castra Cecilia en Cáceres.
  - Castra Servilia en Cáceres.
  - Cuarto Roble en Cáceres.
  - El Junquillo en Cáceres.
  - Mausoleo de Fuente Buena en 'Calzada de Valdunciel'''.
  - Miliarios de la Vía de la Plata en Calzada de Valdunciel.
  - Ruinas de Cáparra en Guijo de Granadilla.
  - Termas romanas en Montemayor.
  - Villa romana de Torreáguila en Montijo.
  - Arcos de San Antón en Plasencia.
  - Yacimiento tartéssico del Carambolo en Camas.
  - Ruinas de Itálica en Santiponce.
  - Conjunto arqueológico de Munigua en Villanueva del Río y Minas.
  - Caños de Carmona en Sevilla.
- Los valiosos tesoros arquitectónicos procedentes de este periodo histórico le han valido a la ciudad de Mérida, la distinción de la Unesco como bien perteneciente al Patrimonio Mundial de la Humanidad. Algunos de estos monumentos son:
  - Acueducto de Los Milagros en Mérida.
  - Acueducto de Rabo de Buey-San Lázaro en Mérida.
  - Anfiteatro romano en Mérida.
  - Arco de Trajano en Mérida.
  - Casa del Mitreo en Mérida.
  - Circo romano en Mérida.
  - Los Columbarios en Mérida.
  - Puente romano en Mérida.
  - Teatro romano en Mérida.
  - Templo de Diana en Mérida.
- Pero existen además en esta ruta otros tesoros arqueológicos procedentes de periodos históricos aún más antiguos. Por citar algunos ejemplos:
  - Yacimientos arqueológicos de Los Castillejos en Fuente de Cantos.
  - Dolmen en Mérida.
  - Cueva de Boquique en Plasencia.
  - Dolmen de la Pastora en Valencina de la Concepción.

### Patrimonio artístico y monumental

#### Arquitectura religiosa
- En ningún otro trazado jacobeo en territorio español se concentra la cantidad de catedrales que existen en éste, algunas de las cuales están consideradas como de las más interesantes artística e históricamente
  - Catedral de Santa María de Astorga.
  - Catedral de San Juan Bautista de Badajoz.
  - Concatedral de Santa María de Cáceres.
  - Catedral de Santa María la Mayor en Mérida.
  - Catedral Nueva de Santa María en Plasencia.
  - Catedral Vieja de Santa María en Plasencia.
  - Catedral Nueva de la Virgen de la Asunción en Salamanca.
  - Catedral Vieja de la Virgen María en Salamanca.
  - Catedral de Santa María de la Sede en Sevilla.
  - Catedral de San Salvador en Zamora.
- Algunos de los templos a los que más devoción profesan los creyentes cristianos también están en esta ruta:
  - Santuario de la Virgen del Castañar en Béjar.
  - Basílica de Santa Eulalia en Mérida.
  - Santuario de la Virgen del Puerto en Plasencia.
  - Basílica de La Macarena en Sevilla.
  - Basílica del Gran Poder en Sevilla.
- La arraigada tradición cristiana en estas tierras está íntimamente relacionada con los monasterios y conventos que han servido durante muchos años de celadores del saber y promotores de la cultura.
  - Monasterio de las Freylas de Santa Eulalia en Mérida.
  - Monasterio de las Clarisas en Montijo.
  - Monasterio de San Isidoro del Campo en Santiponce.
  - Monasterio de la Cartuja en Sevilla.
  - Real Monasterio de San Clemente en Sevilla.
  - Monasterio de San Jerónimo de Buenavista en Sevilla.
  - Convento Claretiano del Corazón de María en Almendralejo.
  - Convento de Franciscanos Descalzos de San Antonio de Padua en Almendralejo.
  - Convento de las Carmelitas en Fuente de Cantos.
  - Convento de Santo Domingo en Plasencia.
  - Convento de las Dueñas en Salamanca.
  - Convento de San Esteban en Salamanca.
  - Convento de las Úrsulas en Salamanca.
  - Convento del Corpus Christi en Zamora.
- Muchas y muy interesantes iglesias repartidas por todas estas localidades dan como resultado un amplio abanico de posibilidades para estudiar la evolución de los estilos arquitectónicos que han dejado huella en la historia de Europa.
  - Iglesia Parroquial de Nuestra Señora de la Purificación en Almendralejo.
  - Iglesia de Santa María la Mayor en Béjar.
  - Iglesia de Santa María de Azogue en Benavente.
  - Iglesia de San Juan Bautista o del Mercado en Benavente.
  - Iglesia de Santiago Apóstol en Benavente.
  - Iglesia de San Francisco Javier en Cáceres.
  - Iglesia de San Mateo en Cáceres.
  - Iglesia de Santa Lucía del Trampal en Cáceres.
  - Iglesia de Santiago en Cáceres.
  - Iglesia parroquial de Santa Maria del Valle en Villafranca de los Barros
  - Iglesia parroquial del Salvador en Calzadilla de los Barros.
  - Iglesia Parroquial de Nuestra Señora de Gracia en Camas.
  - Iglesia parroquial de Nuestra Señora de la Granada en Fuente de Cantos.
  - Iglesia parroquial de San Pedro Apóstol en Montijo.
  - Iglesia de San Esteban en Plasencia.
  - Iglesia de San Martín en Plasencia.
  - Iglesia de San Pedro en Plasencia.
  - Iglesia de Santo Domingo en Plasencia.
  - Iglesia del Salvador en Plasencia.
  - Iglesia de San Marcos en Salamanca.
  - Iglesia de San Pablo en Salamanca.
  - Iglesia de Sancti Spiritus en Salamanca.
  - Iglesia del Carmen de Abajo en Salamanca.
  - Iglesia de Santa Ana en Sevilla.
  - Iglesia de la Anunciación en Sevilla.
  - Iglesia de la Magdalena en Sevilla.
  - Colegiata del Divino Salvador en Sevilla.
  - Iglesia de San Luis de los Franceses en Sevilla.
  - Iglesia de la Candelaria en Zafra.
  - Iglesia del Rosario de Zafra.
  - Iglesia de Santa Lucía en Zamora.
  - Iglesia de Santa María Magdalena en Zamora.
  - Iglesia Santa María de Gracia en Almadén de la Plata.
- Todo el trayecto está salpicado de pequeños templos de culto como ermitas y capillas, algunas de las cuales gozan de gran devoción por parte de los lugareños. Estas son algunas de ellas:
  - Ermita de la Virgen de los Remedios en Aldea del Cano.
  - Ermita de la Paz en Cáceres.
  - Ermita de Nuestra Señora de Guía en Camas.
  - Ermita de San Juan de Letrán en Fuente de Cantos.
  - Santuario de Nuestra Señora de la Coronada en Villafranca de los Barros
  - Ermita de San Lázaro en Plasencia.
  - Ermita de Santo Tomé en Plasencia.
  - Capilla de la Vera Cruz en Salamanca.
  - Humilladero de San Onofre en Sevilla.
  - Humilladero de la Cruz del Campo en Sevilla.

#### Construcciones defensivas y estratégicas
- Castillos, fortificaciones, murallas y torres han servido tradicionalmente para la defensa de las ciudades y sus habitantes. El destino que han seguido estas construcciones a lo largo del tiempo en cuanto ha estado de conservación y uso al que se destinan es tan variado como sus características arquitectónicas y militares. El grupo de bienes relacionados a continuación es un abanico de ejemplos que podemos visitar transitando este camino:
  - Alcazaba de Badajoz.
  - Castillo de la Mota o Torre del Caracol en Benavente.
  - Alcazaba de Mérida.
  - Real Alcázar de Sevilla.
  - Torre del Infante Don Fadrique en Sevilla.
  - Castillo de Zamora.
  - Castillo de Peñausende de la Orden de Santiago.
  - Recinto amurallado en Badajoz.
  - Recinto amurallado en Plasencia.
  - Murallas de Sevilla.
  - Recinto amurallado en Zamora.
  - Torre de Espantaperros en Badajoz.
  - Torre de Bujaco en Cáceres.
  - Torre de los Púlpitos en Cáceres.
  - Torre del Cortijo de Gambogaz en Camas.
  - Torre del Clavero en Salamanca.
  - Torre del Oro en Sevilla.
  - Puerta de Palmas en Badajoz.
  - Arco de la Estrella en Cáceres.
  - Arco de Santa Ana en Cáceres.
  - Arco del Cristo en Cáceres.
  - Puerta de Berrozanas en Plasencia.
  - Puerta de Coria en Plasencia.
  - Puerta del Sol en Plasencia.
  - Arco de Jerez de Zafra.
  - Arco del Cubo de Zafra.
- Otras construcciones interesantes e imprescindibles desde el punto de vista estratégico son los puentes que permiten al caminante cruzar ríos y seguir avanzando. Podemos encontrarlos representando a prácticamente cualquier periodo histórico:
  - Puente de la Vizana en Alija del Infantado.
  - Puente de Palmas en Badajoz.
  - Puente romano en Mérida.
  - Puente de San Lázaro en Plasencia.
  - Puente de Trujillo en Plasencia.
  - Puente Romano en Salamanca.
  - Puente de Isabel II en Sevilla.
  - Puente de la Barqueta en Sevilla.
  - Puente del Alamillo en Sevilla.
  - Puente del Centenario en Sevilla.

#### Arquitectura civil
- En ciudades de tanta importancia histórica son numerosos los edificios residenciales que adquieren con el tiempo la categoría de monumentos. Palacios, residencias populares y moradas de ilustres personajes históricos conforman un vasto patrimonio monumental en la ruta de la Plata:
  - Palacio de Monsalud en Almendralejo.
  - Palacio del Marqués de la Encomienda en Almendralejo.
  - Palacio Episcopal de Astorga.
  - La Giraldilla en Badajoz.
  - Palacio de los Zúñiga en Béjar.
  - Casa del Sol en Cáceres.
  - Palacio de Carvajal en Cáceres.
  - Palacio de las Cigüeñas en Cáceres.
  - Palacio de las Veletas en Cáceres.
  - Palacio de los Golfines de Abajo en Cáceres.
  - Palacio Episcopal de Cáceres.
  - Casa de las Argollas en Plasencia.
  - Casa del Deán en Plasencia.
  - Casa del Doctor Trujillo en Plasencia.
  - Palacio de los Marqueses de Mirabel en Plasencia.
  - Palacio Municipal en Plasencia.
  - Casa de doña María la Brava en Salamanca.
  - Casa de las Conchas de Salamanca.
  - Casa de Santa Teresa en Salamanca.
  - Casa Lis en Salamanca.
  - Palacio de La Salina en Salamanca.
  - Palacio de Monterrey en Salamanca.
  - Palacio de Orellana en Salamanca.
  - Casa de Pilatos en Sevilla.
  - Casa del Rey Moro en Sevilla.
  - Palacio Arzobispal en Sevilla.
  - Palacio de las Dueñas en Sevilla.
  - Palacio de San Telmo en Sevilla.
  - Ayuntamiento de Sevilla.
  - Palacio de los Duques de Feria en Zafra.
- Muchos de estos edificios son en la actualidad destinados a usos públicos o privados distintos de los originales, sumándose así a los edificios que históricamente han estado destinados al servicio de las poblaciones: administraciones públicas, industrias y comercios, servicios sociales... A modo de ejemplo, sirven los siguientes:
  - Ayuntamiento en Aldea del Cano.
  - Ayuntamiento en Almendralejo.
  - Palacio de Justicia en Almendralejo.
  - Ayuntamiento en Béjar.
  - Real Audiencia en Sevilla.
  - Ayuntamiento en Zafra.
  - Plaza de abastos en Almendralejo.
  - Real edificio de la Carnicería en Mérida.
  - Fábrica de Harinas en Plasencia.
  - Mercado Central de Salamanca.
  - Real Fábrica de Tabacos en Sevilla.
  - Hospital de la Caridad en Almendralejo.
  - Hospital de Peregrinos de La Piedad en Benavente.
  - Hospital de San Juan de Dios en Mérida.
  - Antiguo Hospital de las Cinco Llagas en Sevilla.
  - Hospital de la Caridad en Sevilla.
  - Hospital de San Lázaro en Sevilla.
  - Colegio Mayor de Fonseca en Salamanca.
  - Colegio Mayor de San Bartolomé en Salamanca.
  - Seminario de Calatrava en Salamanca.

#### Urbanismo
- Además de los cascos históricos de casi todas las poblaciones visitadas, algunos de los barrios más entrañables y populares de las ciudades españolas pueden ser visitados durante la peregrinación. Calles y plazas que son en sí mismas auténticos monumentos. Algunos de los más interesantes son:
  - Barrio de la Judería en Plasencia.
  - Barrio de Santa Cruz en Sevilla.
  - Plaza Alta en Badajoz.
  - Foro de los Balbos en Cáceres.
  - Plaza de San Jorge en Cáceres.
  - Plaza Mayor en Cáceres.
  - Plaza Mayor en Plasencia.
  - Patio de Escuelasen Salamanca.
  - Plaza Mayor de Salamanca.
  - Alameda de Hércules en Sevilla.
  - Plaza de San Francisco en Sevilla.
  - Plaza Nueva en Sevilla.
  - Plaza Virgen de los Reyes en Sevilla.
  - Plaza del Triunfo en Sevilla.
  - Plaza de España en Sevilla.
  - Paseo Catalina de Ribera en Sevilla.
  - Paseo Rey Juan Carlos I en Sevilla.
  - Arquillo del Pan y Retablo de la Esperancita en Zafra.
  - Calle Sevilla de Zafra.
  - Plaza Chica de Zafra.
  - Plaza Grande de Zafra.
- Y como pulmón urbano y espacios de recreo y esparcimiento, los parques y jardines engalanan las ciudades. Algunos de los más conocidos:
  - Parque de Nuestra Señora de la Piedad en Almendralejo.
  - Jardines de la Galera en Badajoz.
  - Parque de Castelar en Badajoz.
  - Jardines del Real Alcázar en Sevilla.
  - Parque de María Luisa en Sevilla.
  - Jardines de Murillo en Sevilla.
  - Jardines de Cristina en Sevilla.
  - Prado de San Sebastián en Sevilla
  - Parque de los Príncipes en Sevilla.
  - Parque del Alamillo en Sevilla.
  - Parque Amate en Sevilla.

### Patrimonio cultural y popular
- Las manifestaciones populares y folclóricas son un fiel reflejo de la riqueza cultural de las sociedades con ricas tradiciones históricas. En las ciudades que forman este camino a Santiago de Compostela se dan algunas de las más conocidas tanto nacional como internacionalmente:
  - Las Candelas en Almendralejo.
  - Carnaval de Badajoz.
  - Festival de Música WOMAD en Cáceres.
  - Semana Santa en Cáceres.
  - Festival de Teatro Clásico de Mérida.
  - Semana Santa de Mérida.
  - Semana Santa en Salamanca
  - Feria de Abril en Sevilla.
  - Velá de Santiago y Santa Ana en Sevilla.
  - Semana Santa de Sevilla.
  - Vía Crucis a la Cruz del Campo en Sevilla.
  - Corpus Christi de Sevilla.
  - Bacanal de la Grasa en Zafra.
  - Semana Santa de Zamora.
- Este gran legado monumental, cultural y artístico se completa con una red de espacios y entidades que se ocupan de velar por su conservación e incremento. Museos, universidades, centros de convenciones y espacios escénicos son algunos de ellos:
  - Archivo General de Indias en Sevilla.
  - Archivo General de la Guerra Civil Española en Salamanca.
  - Archivo Histórico Provincial de Sevilla.
  - Casa Museo "Guayasamín" en Cáceres.
  - Corral del Coliseo en Sevilla.
  - Museo Arqueológico en Sevilla.
  - Museo de Artes y Costumbres Populares en Sevilla.
  - Museo de Bellas Artes de Sevilla.
  - Museo de Cáceres en Cáceres.
  - Museo de Historia y Cultura "Casa Pedrilla" en Cáceres.
  - Museo del Convento de Santa Clara de Zafra.
  - Museo Extremeño e Iberoamericano de Arte Contemporáneo en Badajoz.
  - Museo Nacional de Arte Romano en Mérida.
  - Museo Naval en Sevilla.
  - Museo Histórico Militar en Sevilla
  - Museo Romano de Ergástula en Astorga.
  - Observatorio Astronómico de Cáceres.
  - Palacio de Congresos de Badajoz.
  - Palacio de Congresos y Exposiciones de Castilla y León en Salamanca.
  - Palacio de Congresos y Exposiciones en Sevilla.
  - Teatro Lope de Vega en Sevilla.
  - Teatro de la Maestranza en Sevilla.
  - Teatro Central en Sevilla.
  - Universidad de Sevilla.
  - Universidad Pablo de Olavide en Sevilla.
  - Universidad Loyola Andalucía en Sevilla.
  - Universidad Internacional de Andalucía en Sevilla.
  - Real Academia Sevillana de Buenas Letras en Sevilla.
  - Real Academia de Bellas Artes de Santa Isabel de Hungría en Sevilla.
  - Real Maestranza de Caballería en Sevilla.
  - Universidad de Salamanca.
  - Universidad Pontificia de Salamanca.
- Una de las leyendas con más arraigo popular en estas comarcas es sin duda alguna la de la Cueva de Salamanca.

### Galería de imágenes
- Wikimedia Commons alberga una categoría multimedia sobre Camino de Santiago de la Plata.

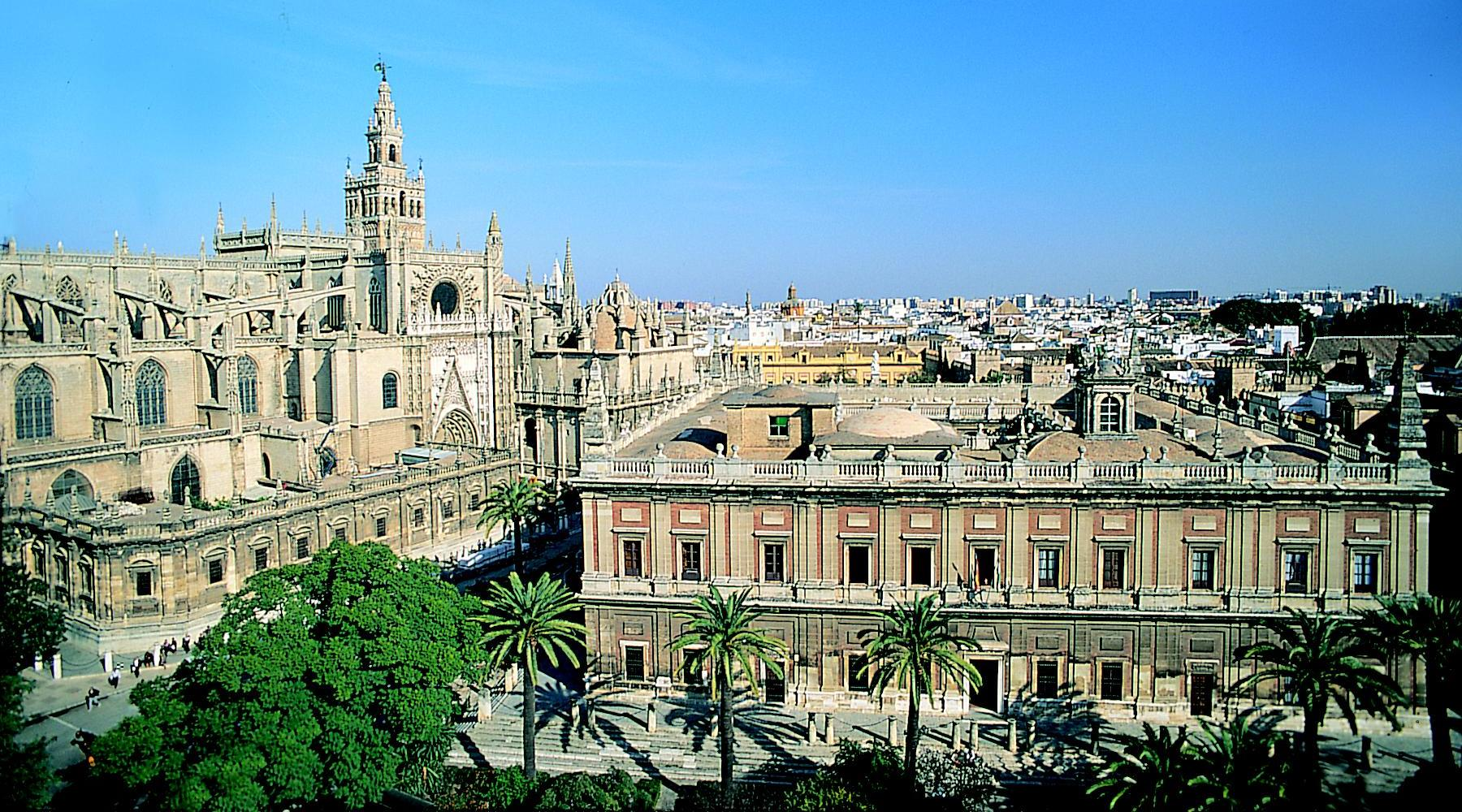
Catedral y Archivo de Indias en Sevilla
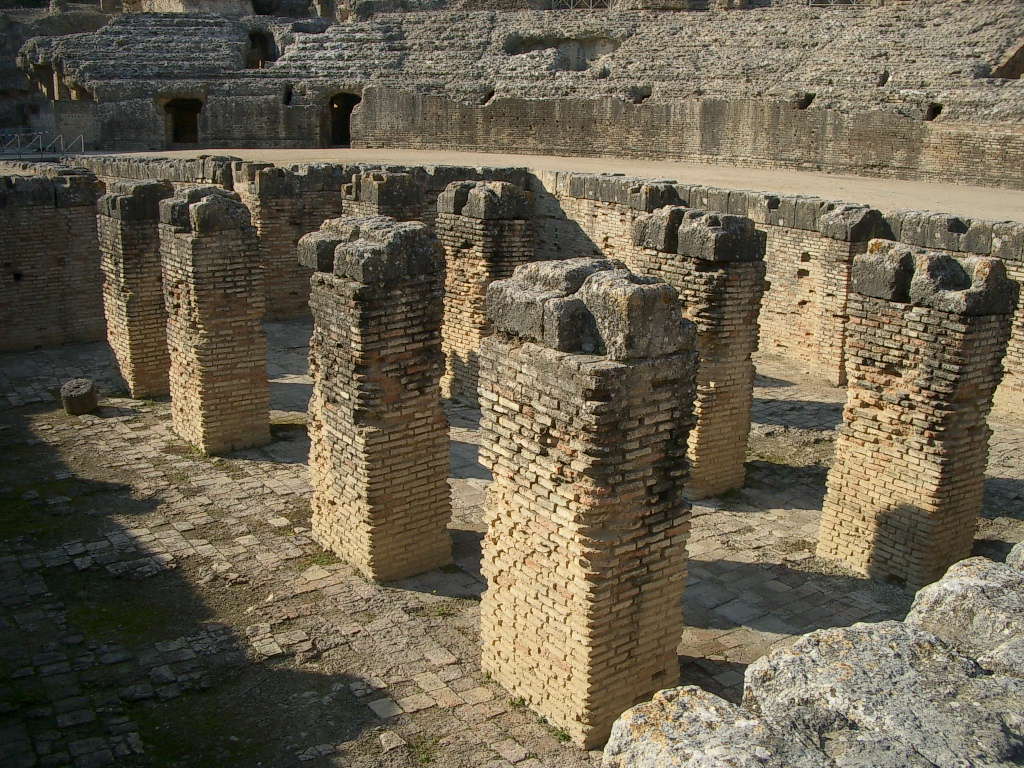
Anfiteatro de Itálica en Santiponce
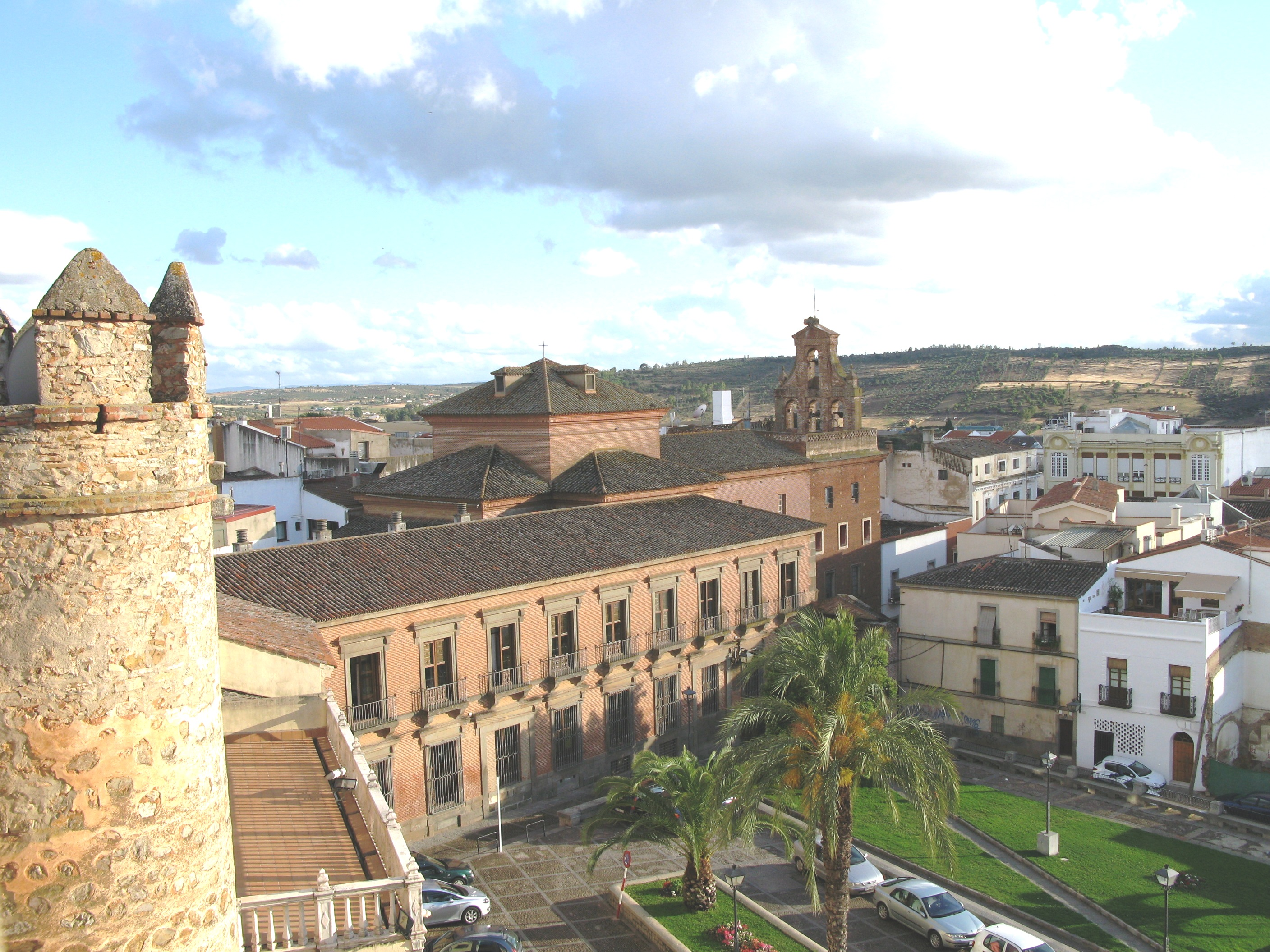
Palacio de los Duques de Feria en Zafra
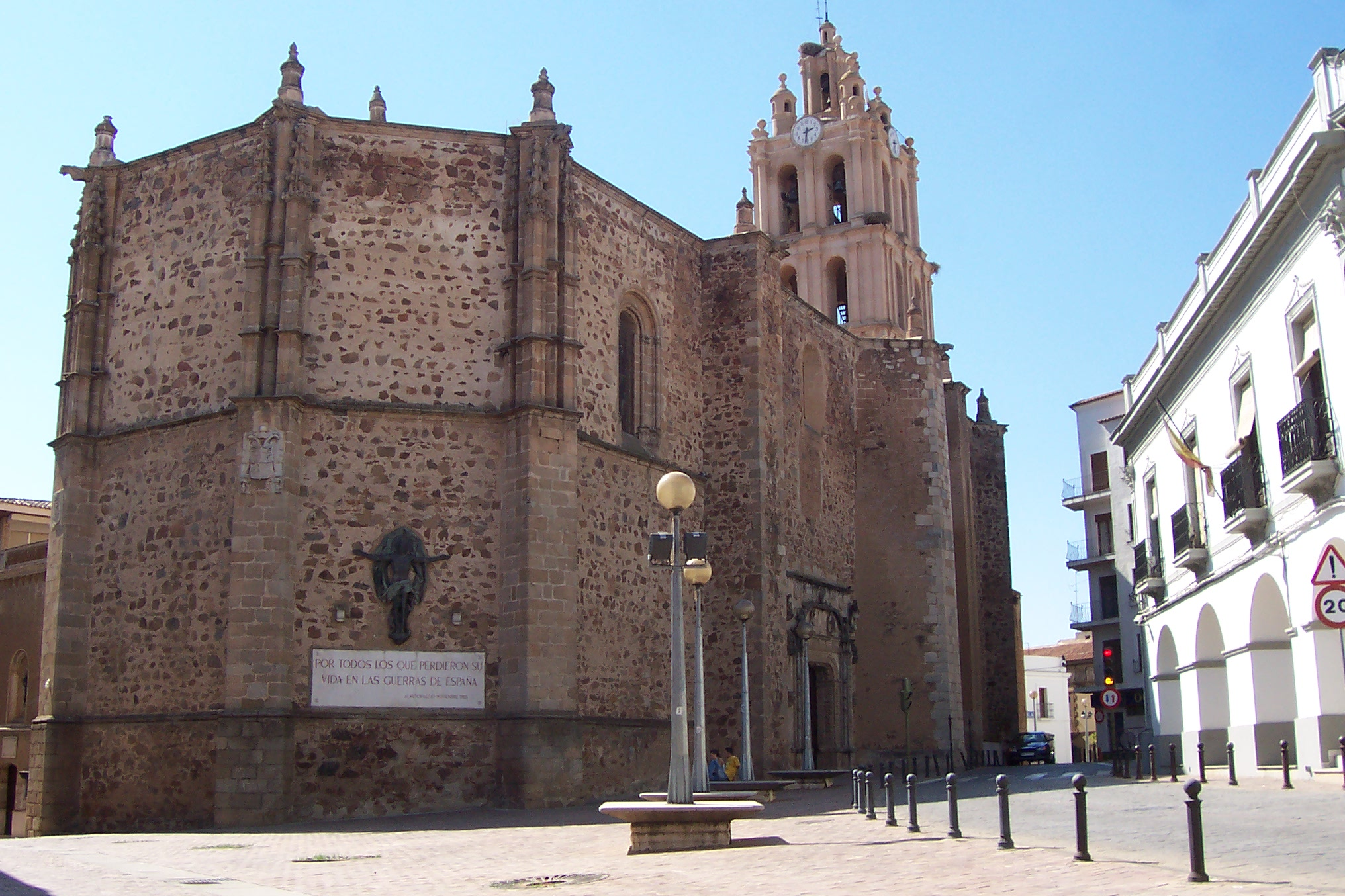
Iglesia de la Purificación en Almendralejo
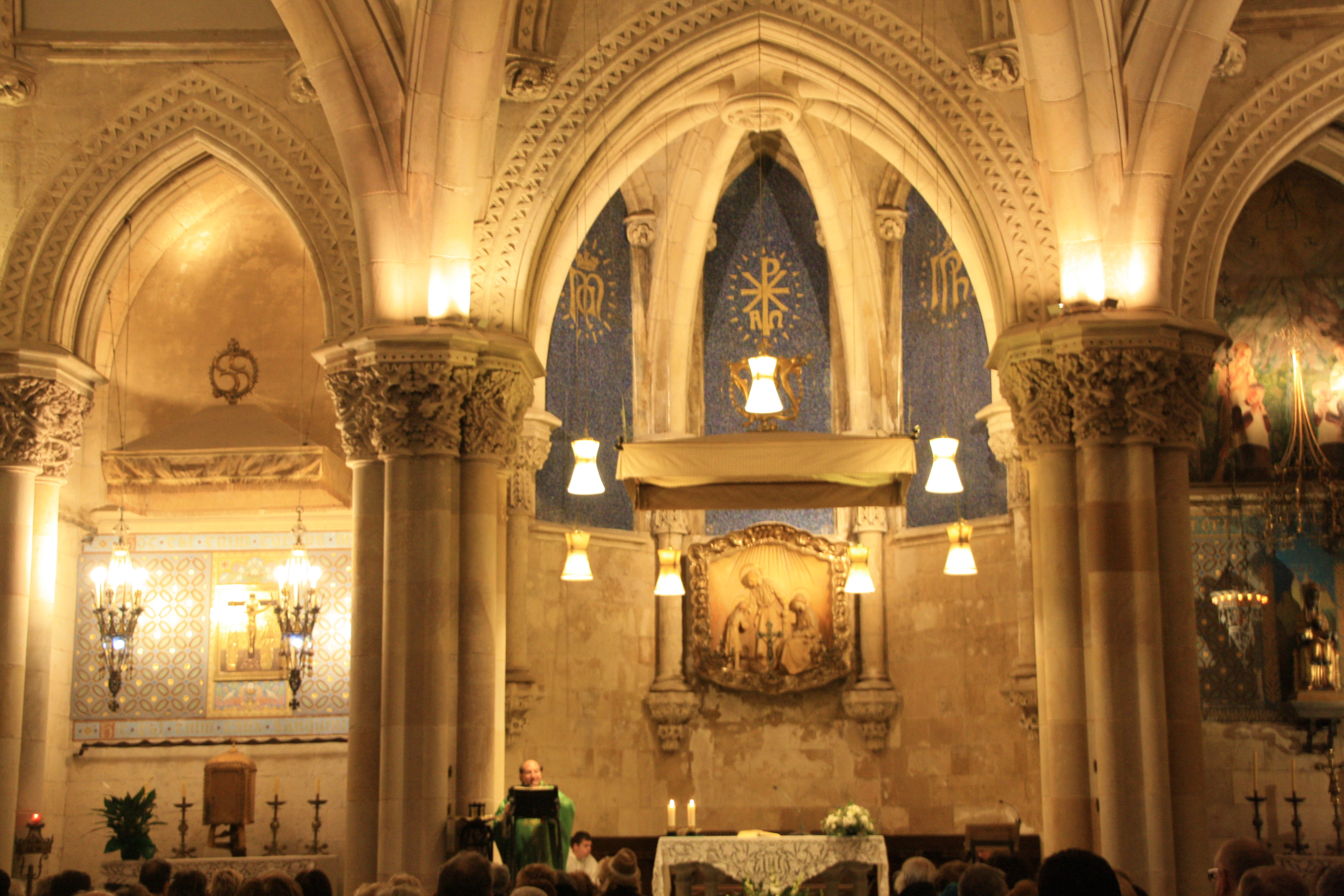
Cripta de Santa Eulalia en Mérida
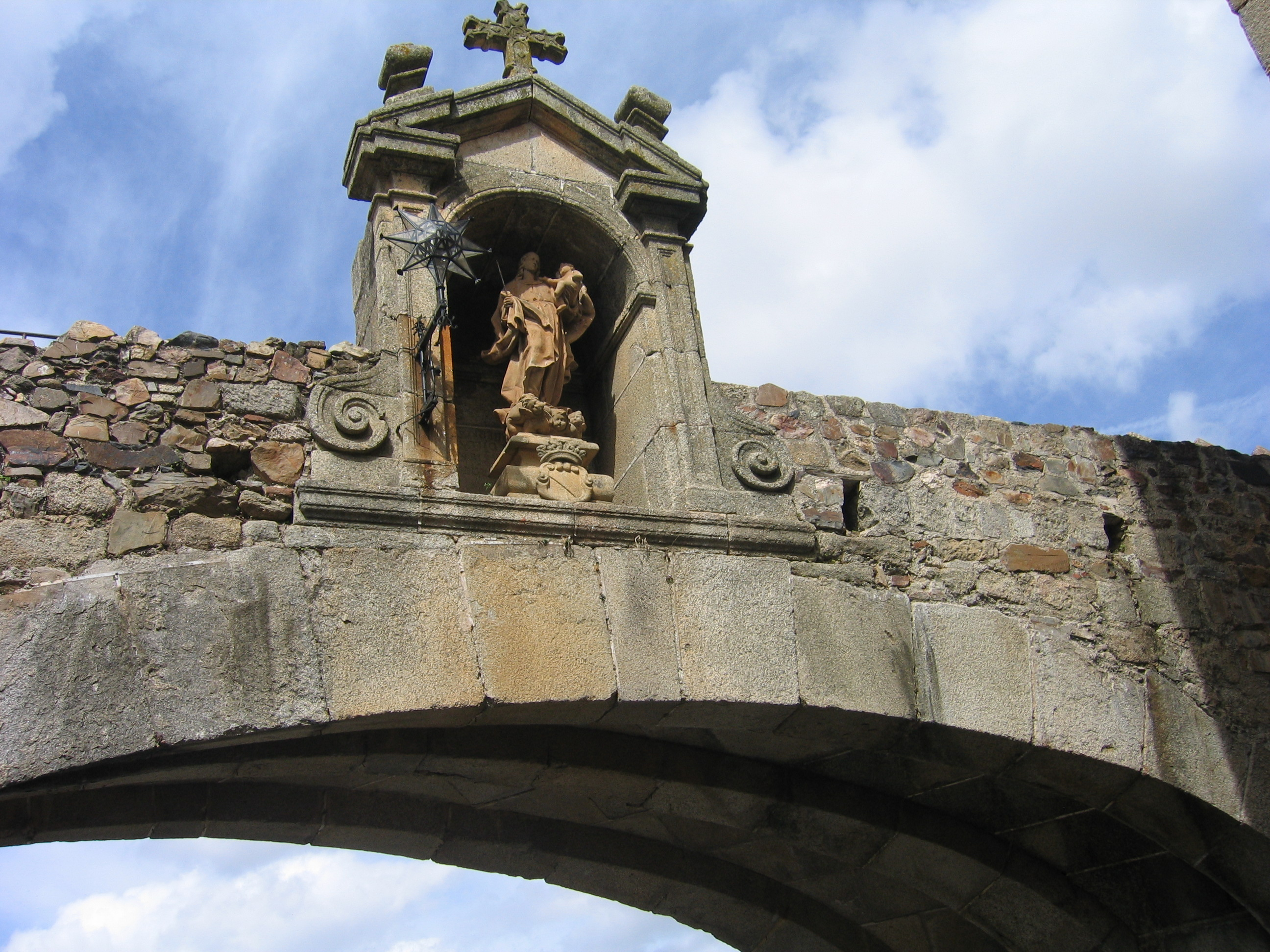
Arco de la Estrella en Cáceres
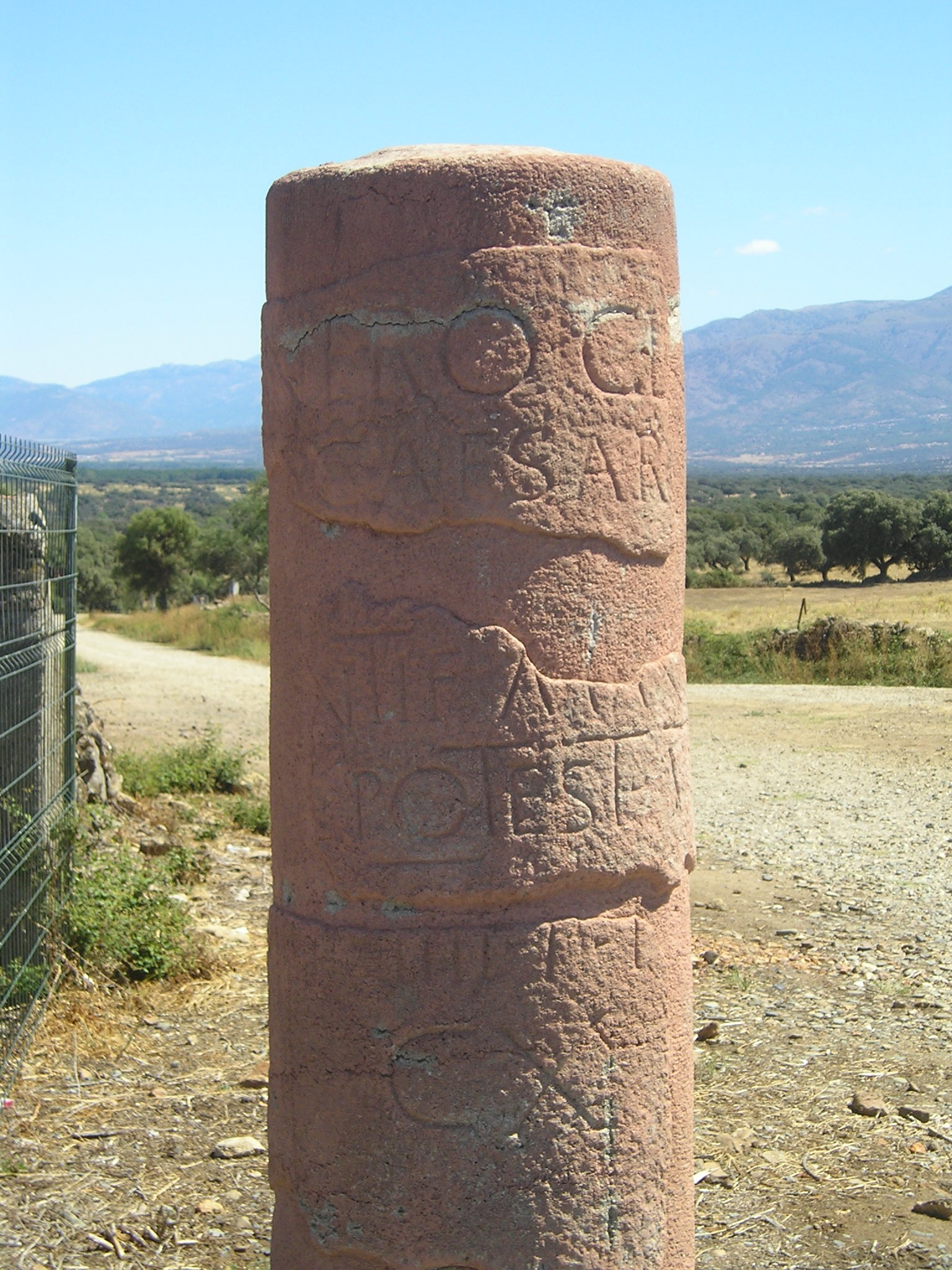
Miliario de la Vía de la Plata en Cáparra
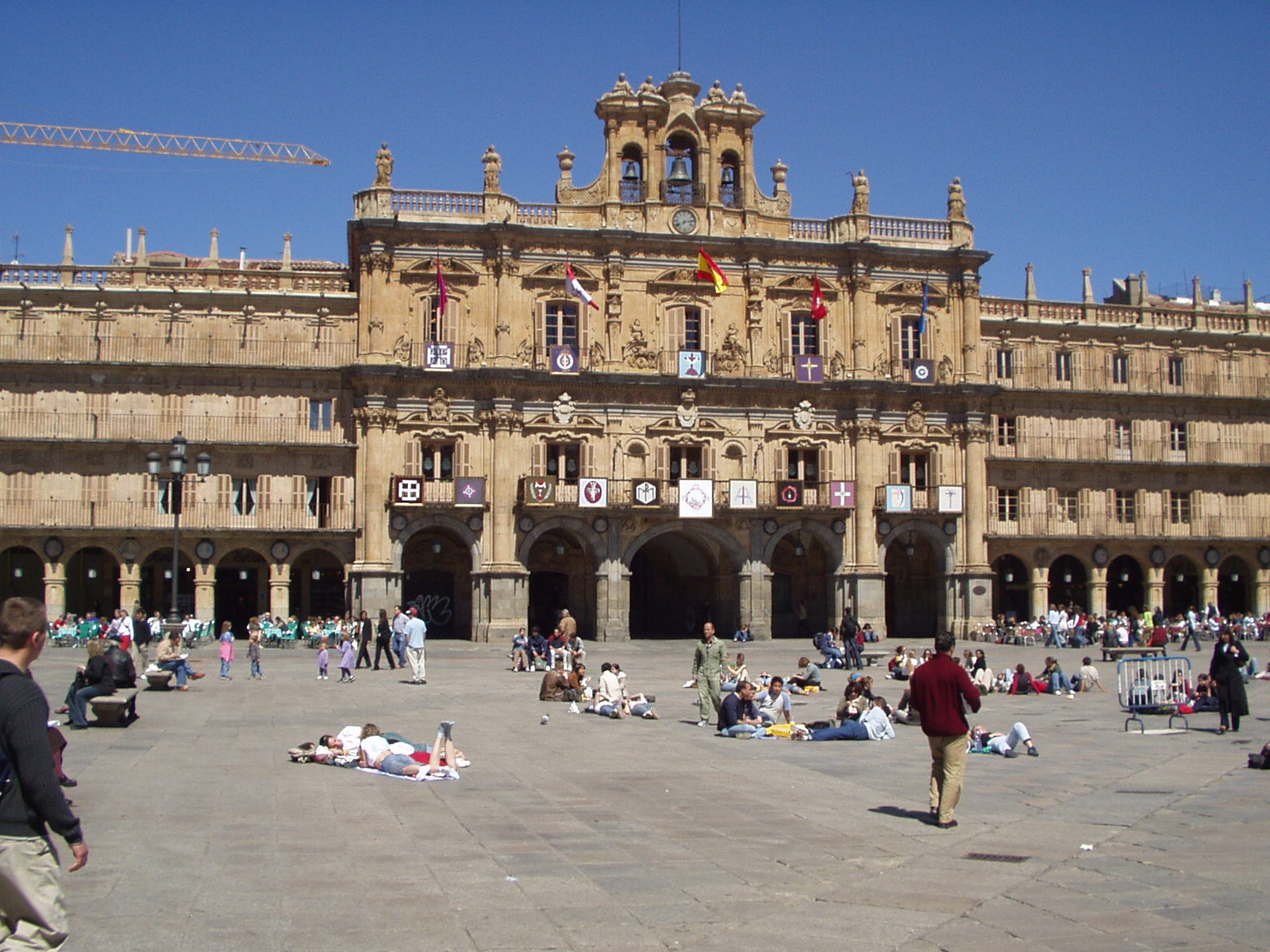
Plaza Mayor de Salamanca
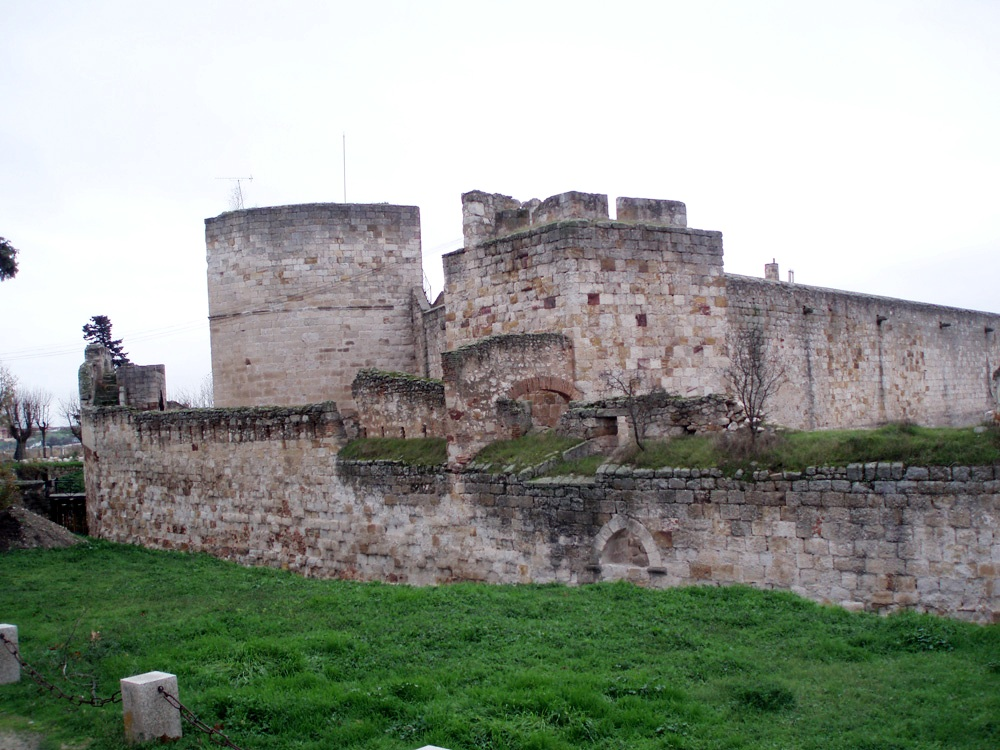
Castillo de Zamora
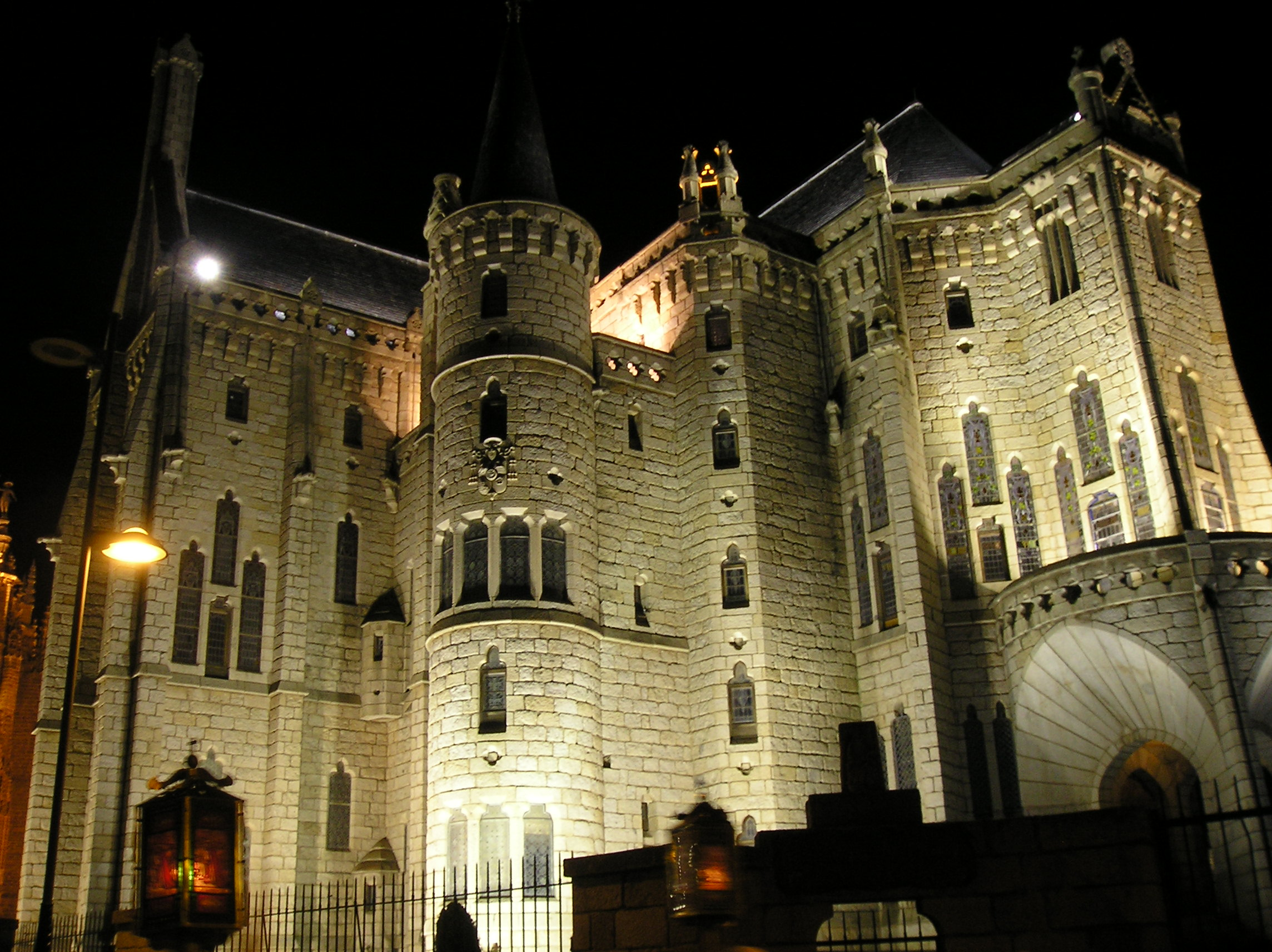
Palacio Episcopal de Astorga
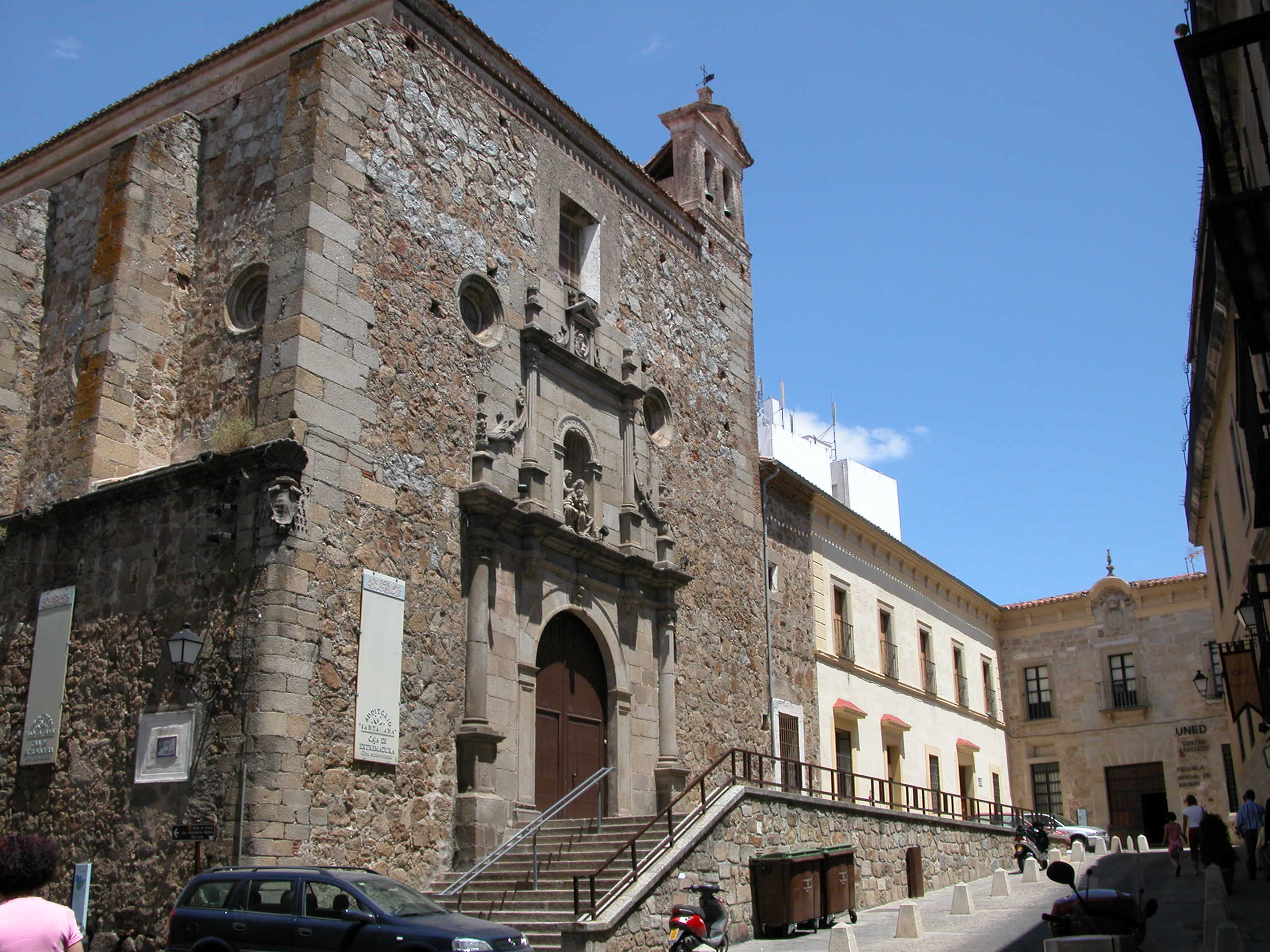
Plaza de Santa Ana en Plasencia
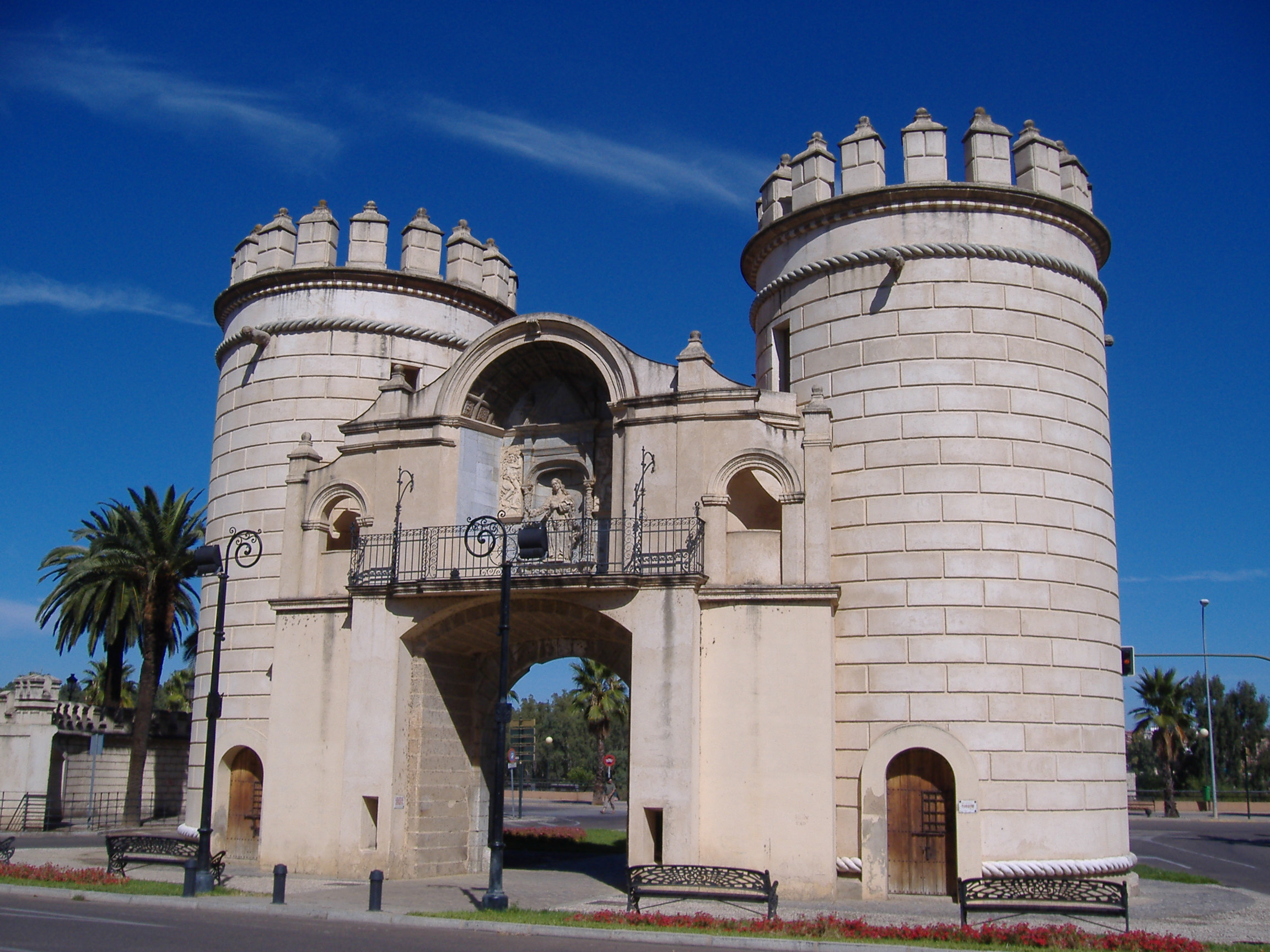
Puerta de Palmas en Badajoz

## Documentación y bibliografía
- Camino Portugués de la Vía de la Plata. Alfonso Ramos de Castro. Ed. A.D.A.T. Proyecto de Cooperación Transfronterizo. 2002
- Caminos Jacobeos de Zamora. Pueblos y Valores. Alfonso Ramos de Castro. 2000
- De Granada a Santiago una ruta Jacobea. Hermenegildo de la Campa. Ed. Grupo Editorial Universitario. 1998
- El Camino de Santiago. Antón Pombo. Ed. Anaya Touring. 2004
- La Ruta de la Plata por Extremadura. Ed. Junta de Extremadura. 2001
- Vía de la Plata. Guía del Camino Mozárabe de Santiago. Asociación de los Amigos del Camino de Santiago Vía de la Plata de Sevilla. Ed. Diputación de Sevilla. 2001